# Lincicochylis
Lincicochylis là một chi bướm đêm thuộc phân họ Tortricinae của họ Tortricidae.

## Các loài
- Lincicochylis argentifusa (Walsingham, 1914)